# Conothamnus
Conothamnus es un género de tres especies de plantas perteneciente a la familia Myrtaceae. Es originario del suroeste de Australia.

## Descripción
Se compone de arbustos de hoja perenne. Producen aceite esencial. Pueden ser tanto halófitas como xerofíticas (Es decir, pueden preferir hábitats  como los humedales de los sitios pantanosos  o la sequedad en lugares elevados). El hojas son de tamaño pequeño o medio, opuestas, decusadas, coriáceas, con pecíolo corto o ningún pecíolo.

## Etimología
El nombre del género deriva etimológicamente del riego  "cono" y "arbusto", en referencia a la forma de la inflorescencia.

## Especies
- Conothamnus aureus
- Conothamnus neglectus
- Conothamnus trinervis